# Homalocephala albitarsis
Homalocephala albitarsis är en tvåvingeart som beskrevs av Zetterstedt 1838. Homalocephala albitarsis ingår i släktet Homalocephala och familjen fläckflugor. Arten är reproducerande i Sverige. Inga underarter finns listade i Catalogue of Life.